# Cayenne Palace
Pour plus de détails, voir Fiche technique et Distribution.
Cayenne Palace est un film français réalisé par Alain Maline, sorti en 1987.

## Synopsis
Noël, un baroudeur, est à la recherche de son père en Guyane. Équateur, le patron de l'Hôtel Cayenne, prétendument guide touristique, est en fait plutôt trafiquant et proxénète. À la suite d'une poursuite dans la forêt, il est tué par Noël.

## Fiche technique
- Titre : Cayenne Palace
- Réalisation : Alain Maline
- Scénario : Bruno Tardon
- Production : Philippe Diaz
- Musique : Jean-François Léon
- Photographie : Jacques Steyn
- Montage : Sophie Bhaud et Hugues Darmois
- Pays de production :  France,  Suisse
- Format : Couleurs - Dolby
- Genre : aventure
- Durée : 105 minutes
- Date de sortie : 1987

## Distribution
- Richard Berry : Noël
- Jean Yanne : Équateur
- Xavier Deluc : Mathieu
- Olivia Brunaux : Alice
- Anna Karina : Lola
- Claude Brosset : Gonfaron
- Laurent Chong Sit : Wayapi
- Éric Denise : La Fayette
- Claude Koch : Rodowsky
- Guy Di Rigo : Le président
- Jean-Roger Milo : Lionel
- Philippe Clair : José Morgan

## Autour du film
Le début de tournage était prévu fin 1985, mais à la suite de difficultés de financement, il ne commencera qu'à l'été 1986